# تي جاي لانغ
تي جاي لانغ (بالإنجليزية: T. J. Lang)‏ هو لاعب كرة قدم أمريكية أمريكي، ولد في 20 سبتمبر 1987 في فيرندال في الولايات المتحدة.

## وصلات خارجية
- تي جاي لانغ على موقع إي إس بي إن.كوم (أن.أف.أل)3
- تي جاي لانغ على موقع مرجع كرة القدم المحترفة.كوم (الإنجليزية)